# De Egelantier

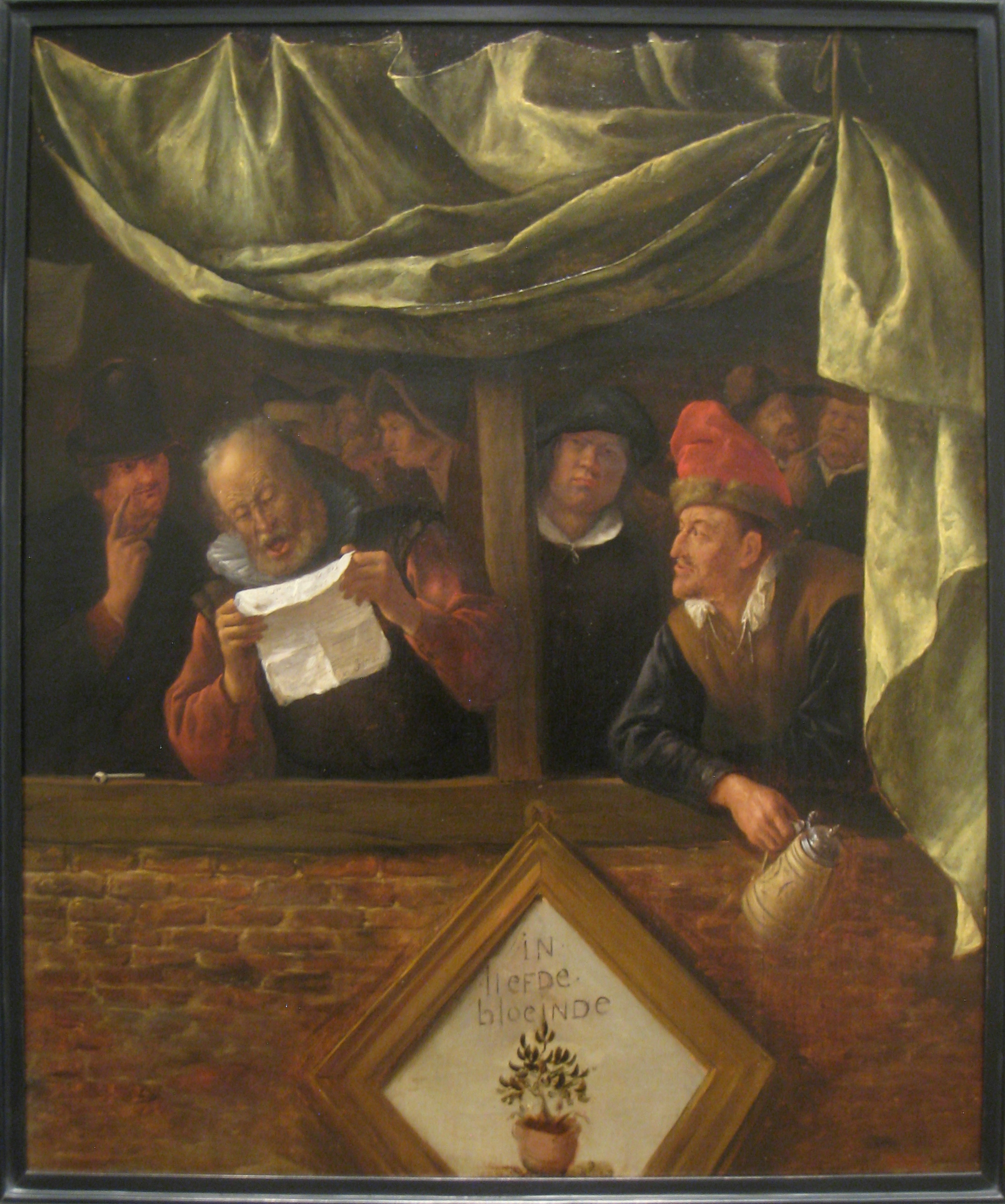
Les rhétoriciens, vers 1655, par Jan Steen. Le tableau représente un rhétoricien, entouré de ses confrères, qui lit son poème ; au balcon pend le blason de sa chambre de rhétorique, l'Egelantier, arborant comme symbole l'églantine rose et ayant comme devise In Liefde Bloeiende (« L'amour en fleurs »).

De Egelantier (variantes orthographiques : Egelantier et Eglentier) est une des chambres de rhétorique d'Amsterdam.  Son origine remonte au moins à la fin du XVe siècle.  Elle fut fusionnée avec une autre chambre de rhétorique amstellodamoise en 1632.

## Bref historique

### Introduction
Cette chambre de rhétorique, qui devint l'une des plus célèbres dans les Pays-Bas septentrionaux, surgit à Amsterdam en 1517 ou en 1518, peut-être en tant que société reconstituée dans le sillage d'associations plus anciennes.  Son insigne consistait en une églantine rose en fleurs (la rose sauvage était un symbole de l'amour), sous la forme d'une croix à laquelle était suspendue la figure du Christ ; sa devise était : « L'amour en fleurs » (In Liefde Bloeiende).  L'un des dirigeants les plus importants de la chambre était Hendrik Laurenszoon Spiegel.  D'autres membres éminents étaient Laurens Reael, Roemer Visscher, Dirck Volkertszoon Coornhert, Pieter Corneliszoon Hooft et Gerbrand Adriaenszoon Bredero, et encore Reynst, Rendorp, Samuel Coster, Albert van der Burch, Hendrik de Keyser et Theodore Rodenburg.

### XVe–XVIesiècle

#### Avant l'Altération d'Amsterdam
La majeure partie de ce que l'on connaît aujourd'hui au sujet du fonctionnement de ce genre de sociétés provient des archives de la ville et de la guilde.  La chambre De Egelantier est documentée à partir des années 1490 : il s'agit des plus anciennes traces d'activités rhétoriciennes à Amsterdam.  Ainsi, on trouve des données sur la participation de la chambre à une compétition à Malines.  Et une chambre amstellodamoise du même nom participa en 1496 au concours du landjuweel à Anvers.  Lors de la Joyeuse Entrée de Philippe le Beau, en 1497, des rhétoriciens amstellodamois jouèrent des « esbatements » et des tableaux vivants (« batementen en stomme figuren »).  Si, dans une lamentation imprimée en 1634, Treurklacht van liefd'bloeyende (Plainte de l'amour florissant), il est suggéré que cette société poétique et dramatique est opérationnelle depuis 130 ans (donc à partir de 1504),  en 1518, elle est mentionnée comme la « vieille » société dramatique de la ville, recevant une subvention annuelle de la ville,, ce qui mène à croire que la chambre, qui avait reçu, un an auparavant, des statuts ainsi qu'un blason offert par Charles Quint, mais qui était apparemment déjà actif à la fin du XVe siècle, avait été reconstituée sous l'une ou l'autre forme.  En 1520, les rhétoriciens participèrent à plusieurs festivités de la ville et produisirent une pièce sur l'histoire de Pyrame et Thisbé.  En 1526-1527, les registres de la chambre des comptes du comté de Hollande font état de lettres du bailli (schout), du bourgmestre et de l'administration d'Amsterdam concernant certains jeux, blasphématoires et dérisoires à l'égard du Saint-Sacrement de la Sainte Église et d'autres institutions vénérables, montés devant l'hôtel de ville et dans d'autres maisons par certains rhétoriciens.  En 1527 eut lieu un concours entre rhétoriciens à Amsterdam.
En 1533, les autorités de la ville interdirent aux rhétoriciens amstellodamois de jouer des esbatements sans l'accord et la censure préalable des dites autorités.  La société atteignit son plus haut degré de popularité dans la deuxième moitié du XVIe siècle, et de nombreux artistes de grand renom s'y affilièrent, bien qu'elle ne reçût que peu de patronage de la ville, même pas lors de la Joyeuse Entrée, en 1549, de Charles Quint, de qui la chambre avait reçu son blason en 1518.  Les chercheurs ont expliqué cela par la nature réformiste des pièces et des poèmes produits pendant cette période, rendant dangereux tout patronage politique.
En 1546, la chambre participa à un concours à Gouda.  On connaît des moralités du XVIe siècle écrites par des membres de la chambre : Menschelijcke Broosheit (Vulnérabilité humaine), de 1551, et, de la même période Van moortdadigh werk en manhatighe tanden (Du travail meurtrier et des dents hargneuses), montrant une scène de guerre.  Le 28 juillet 1561, la chambre remporta cinq prix à Rotterdam et, en 1616, quatre à Flardingue.

#### Après l'Altération d'Amsterdam
Au cours de la révolte néerlandaise, les chambres de rhétorique se virent interdites par le gouverneur espagnol des Pays-Bas, le duc d'Albe, mais en 1578, la chambre de l'Egelantier fut rétablie à la suite de l'« Altération » d'Amsterdam par laquelle le gouvernement catholique de la ville fut renversé.  À partir de cette année et jusqu'en 1601, la chambre, dont Spiegel était à cette époque le facteur (c'est-à-dire le dramaturge ou poète en titre), publia régulièrement des chansons de Nouvel An.  Après la prise d'Anvers par Alexandre Farnèse en 1585, entraînant le déclin de la chambre de rhétorique De Violieren, l'Egelantier devint la chambre la plus prestigieuse des anciens Pays-Bas : cinq bourgmestres d'Amsterdam et huit échevins comptaient parmi les membres en 1581,.
L'un des plus grands mérites de cette chambre réside dans le soin apporté à la purification de la langue et à sa structure, jadis d'autant plus nécessaire depuis que le néerlandais pullulait d'emprunts.  Spiegel écrivit, en collaboration avec Coornhert et Roemer Visscher, quatre ouvrages sur les nouveaux principes de la langue, notamment sur la grammaire en 1584, la dialectique en 1585 et la rhétorique en 1587,.  En cette dernière année, évoluée d'une société poétique vers une compagnie de théâtre, la chambre prit en charge les deux représentations dramatiques données au Damsluis et dans la Oude Doelenstraat à l'occasion de l'entrée solennelle du comte de Leicester.
L'afflux de nombreux poètes doués originaires des Pays-Bas méridionaux non seulement fit croître le nombre de membres de la chambre d'Egelantier, mais engendra également la création de chambres concurrentes comme 't Wit Lavendel (La Lavande blanche), créée en 1598 (pour lequel écrivait Joost van den Vondel, parmi d'autres), après quoi la chambre de l'Egelantier fut désignée comme « la vieille chambre ».

### XVIIesiècle
Plusieurs recueils de chansons produites par les membres de cette chambre furent publiés, entre autres, en 1602, Den Nieuwen Lusthof (Le Nouveau Jardin de plaisance), en 1610, Den Bloemhof (Le Jardin de fleurs) et, en 1615, Apollo (Apollon).
Si les relations avec la chambre brabançonne d'Amsterdam, 't Wit Lavendel, étaient optimales, après 1610, des difficultés internes se produisirent au sein de l'Eglantier.  En 1613, Bredero écrivit une lettre, publiée en 1615 et adressée à un autre membre de la société, le peintre sur verre Visscher, dans laquelle il se plaignait du déclin de la chambre.  Vers la même époque, il s'insurgea contre les comédiens étrangers, en particulier ceux venus d'Angleterre : « Nous sommes des rhétoriciens, pas des comédiens » (« Wy syn rederijckers en gheen gheckmakers »).  En 1617, Samuel Coster et plusieurs membres firent sécession et fondèrent la chambre de rhétorique Duytsche Academie.
Lorsque Rodenburg partit en 1619, Jan Harmensz. Krul reprit la direction de la vieille chambre.  Sa comédie Diana (Diane) fut représentée par la chambre en 1623.  Toutefois, il ne put arrêter le déclin.  Pas plus de deux ans après la fusion des chambres 't Wit Lavendel et Duytsche Academie, en 1630, les bourgmestres d'Amsterdam prirent l'initiative, le 7 juillet 1632, d'unir cette nouvelle société à l'Egelantier dans une nouvelle chambre de rhétorique du nom d'Amsterdamsche Kamer, qui apparaît aussi dans les sources sous le nom du Vergulden Byekorf (La Ruche dorée), du Bloeyende Eglantier (L'Églantier en fleurs) ou de l'Academie (Académie) avec la devise : « Grâce à la ferveur de l'amour florissant ».  Les rhétoriciens ne marquèrent pas tous leur accord avec cette fusion, et l'un d'entre eux, Jan Harmensz. Krul, fonda par la suite, en mai 1634, la Musijckkamer, une chambre musicale, qui fit faillite un an plus tard, en 1635.  Dans les premières années, l'Amsterdamsche Kamer fut dirigée par Willem Dircksz. Hooft, Steven Vennecool, Heereman Dircksz. Coorenkind, Johan Meurs et Meyndert Voskuyl.  En 1637, le premier vrai théâtre d'Amsterdam, construit par Jacob van Campen, fut fondé par la chambre de rhétorique.  Peu de choses sont connues sur ce qui se passa ensuite avec la chambre de rhétorique.  Il existe une liste des dirigeants de la chambre de 1664 (datant d'un an avant la construction du « nouveau théâtre »), sur laquelle figurent les noms de Cornelis Withenoon, Jan Vos, Tobias van Domselaer (nl), Jacob van der Poel et Cornelis de Vries.

#### Sur la littérature néerlandaise
- Littérature néerlandaise.

#### Sur les chambres de rhétorique
- Landjuweel.
- Chambre de rhétorique :
  - La chambre de rhétorique De Avonturiers (Warneton) ;
  - La chambre de rhétorique De Baptisten (Bergues) ;
  - La chambre de rhétorique Het Bloemken Jesse (Middelbourg) ;
  - La chambre de rhétorique Den Boeck (Bruxelles) ;
  - La chambre de rhétorique De Corenbloem (Bruxelles) ;
  - Eerste Nederduytsche Academie (Amsterdam) ;
  - La chambre de rhétorique De Fonteine (Gand) ;
  - La chambre de rhétorique De Gheltshende (Bailleul) ;
  - La chambre de rhétorique De Lelie (Bruxelles) ;
  - La chambre de rhétorique 't Mariacransken (Bruxelles) ;
  - La chambre de rhétorique De Olijftak (Anvers) ;
  - La chambre de rhétorique De Ontsluiters van Vreugde (Steenvoorde) ;
  - La chambre de rhétorique De Peoene (Malines) ;
  - La chambre de rhétorique De Persetreders (Hondschoote) ;
  - La chambre de rhétorique De Royaerts (Bergues) ;
  - La chambre de rhétorique Sainte-Anne (Enghien) ;
  - La chambre de rhétorique Saint-Michel (Dunkerque) ;
  - La chambre de rhétorique De Violette (Bruxelles) ;
  - La chambre de rhétorique De Violieren (Anvers) ;
  - La chambre de rhétorique De Witte Angieren (Haarlem).